# Tortolena dela
Tortolena dela är en spindelart som beskrevs av Chamberlin och Ivie 1941. Tortolena dela ingår i släktet Tortolena och familjen trattspindlar. Inga underarter finns listade i Catalogue of Life.